# 湖积平原
湖积平原是原本为湖泊的一部分，但由于自然排水、蒸发等原因，湖水浸没范围缩小，水下堆积面露出而形成的平原。